# Agouticarpa williamsii
Agouticarpa williamsii är en måreväxtart som först beskrevs av Paul Carpenter Standley, och fick sitt nu gällande namn av Claes Håkan Persson. Agouticarpa williamsii ingår i släktet Agouticarpa och familjen måreväxter. Inga underarter finns listade i Catalogue of Life.